# Усмивка 2
„Усмивка 2“ (на английски: Smile 2) е американски психологически и свръхестествен филм на ужасите от 2024 г. на режисьора Паркър Фин по негов сценарий и е продължение на „Усмивка“ (2022). Във филма участват Наоми Скот, Розмари ДеУит, Кайл Голнър, Лукас Гейдж, Майлс Гутиерез-Райли, Питър Джейкъбсън, Раул Кастильо, Дилън Гелула и Рей Никълсън. Снимките се провеждат в Ню Йорк от януари до март 2024 г.
Премиерата на филма излиза по кината в Съединените щати на 18 октомври 2024 г. в разпространение от „Парамаунт Пикчърс“.